# FK Soʻgʻdiyona Jizzax
Der FK Soʻgʻdiyona Jizzax ist ein Fußballklub in der usbekischen Stadt Jizzax. Der Verein spielt derzeit in der ersten Liga von Usbekistan, der Super League. Seine Heimspiele trägt der Club im Zentralstadion aus. Gegründet wurde der Verein 1970. Der einzige Titel des Vereins, war die Usbekische Meisterschaft 1972 als Trud Jizzak in der Ära der Sowjetunion. In den letzten Jahren zeigte der Verein häufig sein Gesicht als Fahrstuhlmannschaft. Einem Aufstieg folgte zumeist auch gleich wieder ein Abstieg. Selten gelang es die 1. Liga für mehr als ein Jahr zu halten. Nach dem Aufstieg 2007, belegte man 2008 den 11. Platz in der Liga. 2009 belegte die Mannschaften den 16. Platz und stieg als Tabellenletzter erneut ab. 2011 und 2012 konnte man jeweils den PFL-Pokal gewinnen. Seit 2013 spielt man nun dauerhaft in der höchsten Spielklasse.

## Erfolge
- Usbekischer Vizemeister: 2021
- Usbekischer Zweitligameister: 2003, 2007, 2012
- Usbekischer Ligapokalsieger: 2011, 2012

Sowjet-Zeit
- Football Championship of the Uzbekistan SSR: 1972
- Soviet Second League: 1979

## Stadion
Der Verein trägt seine Heimspiele im Sogdiana Stadium, auch bekannt als Sogdiyona Sport Majmuasi, in Jizzax aus. Das Stadion hat ein Fassungsvermögen von 11.650 Personen.

## Trainerchronik
| Trainer            | Nation              | von            | bis               |
| ------------------ | ------------------- | -------------- | ----------------- |
| Akhrol Inoyatov    | Usbekistan          | 1. Januar 1980 | 31. Dezember 1981 |
| Davron Fayziev     | Usbekistan          | 1. Januar 2012 | 1. August 2017    |
| Igor Shkvyrin      | Usbekistan Russland | 1. August 2017 | 31. Dezember 2017 |
| Aleksandr Mochinov | Usbekistan Russland | 1. Januar 2018 | 8. April 2018     |
| Sergey Lushchan    | Usbekistan Russland | 9. April 2018  | 30. Juni 2019     |
| Ulugbek Bakaev     | Usbekistan          | 1. Juli 2019   |                   |